# Anta pintada von Antelas
Die Anta pintada von Antelas (die bemalte Anta von Antelas – auch Dólmen pintado de Antelas genannt) liegt beim Dorf Antelas, in der Gemeinde Pinheiro de Lafões, westlich des Hauptortes des Landkreises, Oliveira de Frades (Distrikt Viseu, Region Centro) in Portugal. Der Dolmen ist in Fachkreisen seit 1956 wegen seiner flächendeckenden Malereien auf den Tragsteinen bekannt. Anta ist die portugiesische Bezeichnung für etwa 5000 Megalithanlagen oder Dolmen, die während des Neolithikums im Westen der Iberischen Halbinsel von den Nachfolgern der Cardial- oder Impressokultur errichtet wurden. 
Zu der Kammer aus acht aneinander gereihten dachziegelartig überlappenden vergleichsweise dünnen Orthostaten führt ein gedeckter Gang. Während der Restaurierungen wurde ein ovaler Vorplatz freigelegt.
Die Malereien im Innern des Monuments sind die wohl besterhaltenen der Iberischen Halbinsel. Zwischen 1992 und 1995 wurde die Anlage restauriert. Zum ersten Mal gelang in Portugal eine Datierung anhand organischer Substanzen in den Pigmenten der Malereien. Das 14C-Datum liegt zwischen 3625 und 3140 v. Chr. Daten aus Schichten vom Vorplatz verweisen auf die Zeit zwischen 3900 und 3700 v. Chr., so dass man die Kammer in die erste Hälfte des 4. Jahrtausends datieren kann. Das war die Blütezeit der Megalithik in der Beira Alta. An Funden liegen eine Klinge, 22 Mikrolithen und sechs Steinbeile vor.
Fleming hält die Darstellung für Skeuomorphe von Vorhängen.